# حبيل المجران (عبس)

تعديل مصدري - تعديل

حبيل المجران هي إحدى قرى عزلة بني حسن بمديرية عبس التابعة لمحافظة حجة، بلغ تعداد سكانها 54 نسمة حسب تعداد اليمن لعام 2004.